# Paracyphocrania
Paracyphocrania är ett släkte av insekter. Paracyphocrania ingår i familjen Phasmatidae.
Kladogram enligt Catalogue of Life:
| Paracyphocrania | \| \| Paracyphocrania lativentris \| \| \| \| \| \| Paracyphocrania tecticollis \| \| \| \| |
|                 | \| \| Paracyphocrania lativentris \| \| \| \| \| \| Paracyphocrania tecticollis \| \| \| \| |
|                 | Paracyphocrania lativentris                                                                 |
|                 |                                                                                             |
|                 | Paracyphocrania tecticollis                                                                 |
|                 |                                                                                             |